# 源賢
源賢（げんけん）は、平安時代中期の天台宗の僧侶、歌人。父は鎮守府将軍・源満仲、母は嵯峨源氏の近江守・源俊の娘。

## 経歴
源満仲の九男として誕生する。幼名は美女丸といい、源頼光の同母弟である。
比叡山に登って出家した後は尋禅や源信に師事し、長和2年（1013年）に法橋、次いで寛仁元年（1017年）には法眼となった。これによって父の満仲の拠点が摂津国多田院（現・多田神社）であったことから多田法眼と号している。
殺生を好んだという満仲を師の源信と謀って出家させたという説話が『今昔物語集』にある。その一方で、『清和源氏系図』には比叡山無双の悪僧であったとも伝えられている。
歌人としては『後拾遺和歌集』に2首が入っている他、家集『源賢法眼集』があり、散佚私撰集『樹下集』の選者でもある。一説に源信作の『往生要集』を開板したという。

## 美女丸伝説
摂津国の北部を支配していた源満仲だが、その末子である美女丸（又は美丈丸）は素行が悪かった。そこで満仲は美女丸を中山寺へ預けて僧にさせようとしたが、全く修行をしなかった。
その後、満仲は15歳になった美女丸を呼び寄せて修業について尋ねたところ、美女丸は和歌や管弦はもとより経文も読めないことを知った。これに怒った満仲は家臣の藤原仲光に美女丸の首を刎ねるように命じた。
しかし、仲光は主君の子の首を刎ねるなど到底できず、困り果てていた。それを見ていた仲光の子・幸寿丸は「私を身代わりに」と身代わりとなることを申し出ると、仲光は幸寿丸の首を断腸の思いで刎ね、満仲に差し出した。その間に美女丸は仲光によってひそかに逃がされた。
後に美女丸は、仲光の子である幸寿丸が自分の身代わりになってこの世を去ったことを知ると、悔い改めて比叡山に向かった。比叡山で出家した美女丸は、荒行に励み、やがて源賢阿闇梨という高僧になった。
その後、師の源信僧都に伴われて多田院にやってきた源賢は、自分が美女丸であることを明かして満仲と再会を果たし、勘気を解いてもらったうえで、幸寿丸の菩提を弔おうと子童寺を建立したという。
または、満願寺を源信と共に訪れた源賢は、年老いた満仲と母に再会すると、自分が美女丸であることを明かした。驚き喜ぶ母であったが、その両目はすでに見えなくなっていた。それを知った源賢は満願寺に留まって阿弥陀如来に誓願をかけ、「母の眼病平癒させ給へ」と丹誠をこめて念じたところ、7日満願の暁には、母の両目が全快するという奇跡が起こった。ますます信心を深めた母は、源賢のために円覚院（現・満願寺本坊）を建立した。この時から金堂に祀っている阿弥陀如来像は「開眼阿弥陀如来」と呼ばれるようになり、眼の病の回復を願う人々が祈願するようになったという。